# Genesis (Job for a Cowboy)
Genesis è il primo concept album dei Job for a Cowboy. I fan che hanno preordinato l'album hanno ricevuto le copie autografate nei giorni precedenti l'ufficiale rilascio, avvenuto il 15 maggio 2007

## Tracce
1. Bearing the Serpent's Lamb – 2:49
2. Reduced to Mere Filth – 2:58
3. Altered from Catechization – 4:14
4. Upheaval – 2:34
5. Embedded – 3:35
6. Strings of Hypocrisy – 2:25
7. Martyrdom Unsealed – 2:36
8. Blasphemy – 1:42
9. The Divine Falsehood – 4:24
10. Coalescing Prophecy – 3:26

## Classifiche
| Classifiche (2007)                  | Posizione raggiunta |
| ----------------------------------- | ------------------- |
| US Billboard 200                    | 54                  |
| US Billboard Top Independent Albums | 2                   |
| US Billboard Top Internet Albums    | 25                  |
| US Billboard Top Rock Albums        | 15                  |

## Membri
- Jonny Davy - voce
- Bobby Thompson - chitarra
- Ravi Bhadriraju - chitarra
- Brent Riggs - basso
- Elliot Sellers - batteria